# Zhao Bin
Zhao Bin (* Februar 1956 in Peking) ist ein chinesischer Diplomat, der seit August 2012 als Botschafter in Österreich tätig ist.

## Leben und Karriere
Zhao Bin wurde im Februar 1956 in der chinesischen Hauptstadt Peking geboren und ist ein Absolvent der Pekinger Fremdsprachenuniversität bzw. der Zweiten Pekinger Fremdsprachenhochschule, an der er Deutsch studierte. Der verheiratete Vater eines Sohnes begann seine Diplomatenlaufbahn im Jahre 1983 als Attaché an der Botschaft der Volksrepublik China im Großherzogtum Luxemburg. Dabei trat er von August 1983 bis August 1985 als Attaché von Botschafter Zhang Shu in Erscheinung. In weiterer Folge war er zwischen 1985 und 1988 Attaché und III. Sekretär der Westeuropa-Sektion des Außenministeriums der Volksrepublik China. In der Position als III., später als II., Sekretär war er daraufhin von 1988 bis 1992 an der chinesischen Botschaft in Österreich im Einsatz. Ab 1992 war er anfangs weiterhin als II. Sekretär tätig, wurde jedoch bereits bald darauf zum stellvertretender Referatsleiter, sowie zum I. Sekretär der Westeuropa-Sektion des Außenministeriums der VR China berufen. Zwischen 1995 und 1999 übte er das Amt des Konsuls (I. Sekretär) des Generalkonsulats der VR China in Zürich aus und war wiederum daraufhin von 1999 bis 2000 stellvertretender Referatsleiter der Westeuropa-Sektion des Außenministeriums seines Heimatlandes. Seine bislang längste Tätigkeit übte er von 2000 bis 2010 als Botschaftsrat und Gesandter-Botschaftsrat an der Botschaft der VR China in der Bundesrepublik Deutschland aus. Später agierte er, zur diplomatischen Verstärkung für die Expo 2010, von 2010 bis 2012 als stellvertretender Generaldirektor des Amts für Auswärtige Angelegenheiten der Stadt Shanghai, ehe er schlussendlich im August 2012 zum chinesischen Botschafter in Österreich ernannt wurde. Das Amt des chinesischen Botschafters wurde frei, nachdem im Juli 2012 der chinesische Botschafter in Berlin, Wu Hongbo, als UN-Vizegeneralsekretär nach New York berufen wurde und Perking diese Lücke kurzfristig mit dem bisherigen Österreich-Botschafter Shi Mingde füllte. Diese freigewordene Amt wurde schließlich mit Zhao Bin bekleidet. In seiner Freizeit ist Zhao Bin als Fotograf im Einsatz, wobei er als Mitglied des chinesischen Fotografenverbandes bereits Preise bei den Ausstellungen „Diplomaten sehen die Welt“ gewonnen hat.